# Gilgit-Baltistan
Gilgit-Baltistan (Urdu گلگت بلتستان, Gilgit-Baltistān), bis zum 29. August 2009 einfach Nordgebiete (englisch Northern Areas, Urdu شمالی علاقہجات, Šumālī ‘ilāqajāt) genannt, ist eine pakistanische Verwaltungseinheit im äußersten Norden des Landes. Es ist keine Provinz, sondern ein Sonderterritorium unter Bundesverwaltung. Gilgit-Baltistan ist Teil der zwischen China, Indien und Pakistan umstrittenen Region Kaschmir.

## Lage
Gilgit-Baltistan grenzt an die zu Pakistan gehörende teilautonome Region Asad Kaschmir, die pakistanische Provinz Khyber Pakhtunkhwa, die afghanische Provinz Badachschan, an die zu China gehörende autonome Region Xinjiang und die indischen Unionsterritorien Ladakh und Jammu und Kashmir (im Uhrzeigersinn, beginnend im Süden). Die Grenze zu Indien ist die Line of Control (LOC), die 1949 von den Vereinten Nationen (UNCIP/UNMOGIP) festgelegt wurde. Sie war in allen Kaschmirkriegen, zuletzt dem Kargil-Krieg (Dritter Kaschmirkrieg), einem verlustreichen Hochgebirgskrieg mit Kampfzonen bis auf 5000 Metern Höhe, wieder umkämpft, im Waffenstillstand von 1999 zog man sich aber erneut auf den Stand von 1972 zurück. Seitdem herrscht Spannung mit einzeln aufflackernden Zwischenfällen.

## Distrikte, Verwaltungsaufteilung
Gilgit-Baltistan ist aktuell in zehn Distrikte gegliedert, die sich über zwei Divisionen verteilen.
Am 14. April 2015 erklärte der damalige pakistanische Premierminister Muhammad Nawaz Sharif die Bildung vier neuer Distrikte in Gilgit-Baltistan: Hunza und Nagar (durch Aufspaltung von Hunza-Nagar) sowie Kharmang und Shigar (durch Abspaltung von Skardu).
Im Folgenden die statistischen Daten von Gilgit-Baltistan aus dem Jahr 2013:

Verwaltungsgliederung (Stand 2008)

| Division  | Distrikt    | Fläche in km² | Einwohner 1998 | Einwohner 2013 † | Verwaltungssitz |
| --------- | ----------- | ------------- | -------------- | ---------------- | --------------- |
| Baltistan |             |               |                |                  | Skardu          |
|           | Ghanche     | 8.531         | 90.000         | 108.000          | Khaplu          |
|           | Skardu      | 19.697        | 219.000        | 305.000          | Skardu          |
| Gilgit    |             |               |                |                  | Gilgit          |
|           | Astore      | 5.411         | 72.000         | 114.000          | Gorikot         |
|           | Diamir      | 7.234         | 135.000        | 214.000          | Chilas          |
|           | Ghizer      | 12.381        | 121.000        | 190.000          | Gahkuch         |
|           | Gilgit      | 4.208         | 148.000        | 222.000          | Gilgit          |
|           | Hunza-Nagar | 15.034        | 99.000         | 148.000          | Aliabad         |
| gesamt    |             | 72.496        | 884.000        | 1.301.000        | Gilgit          |

†: geschätzte Werte

## Landschaft

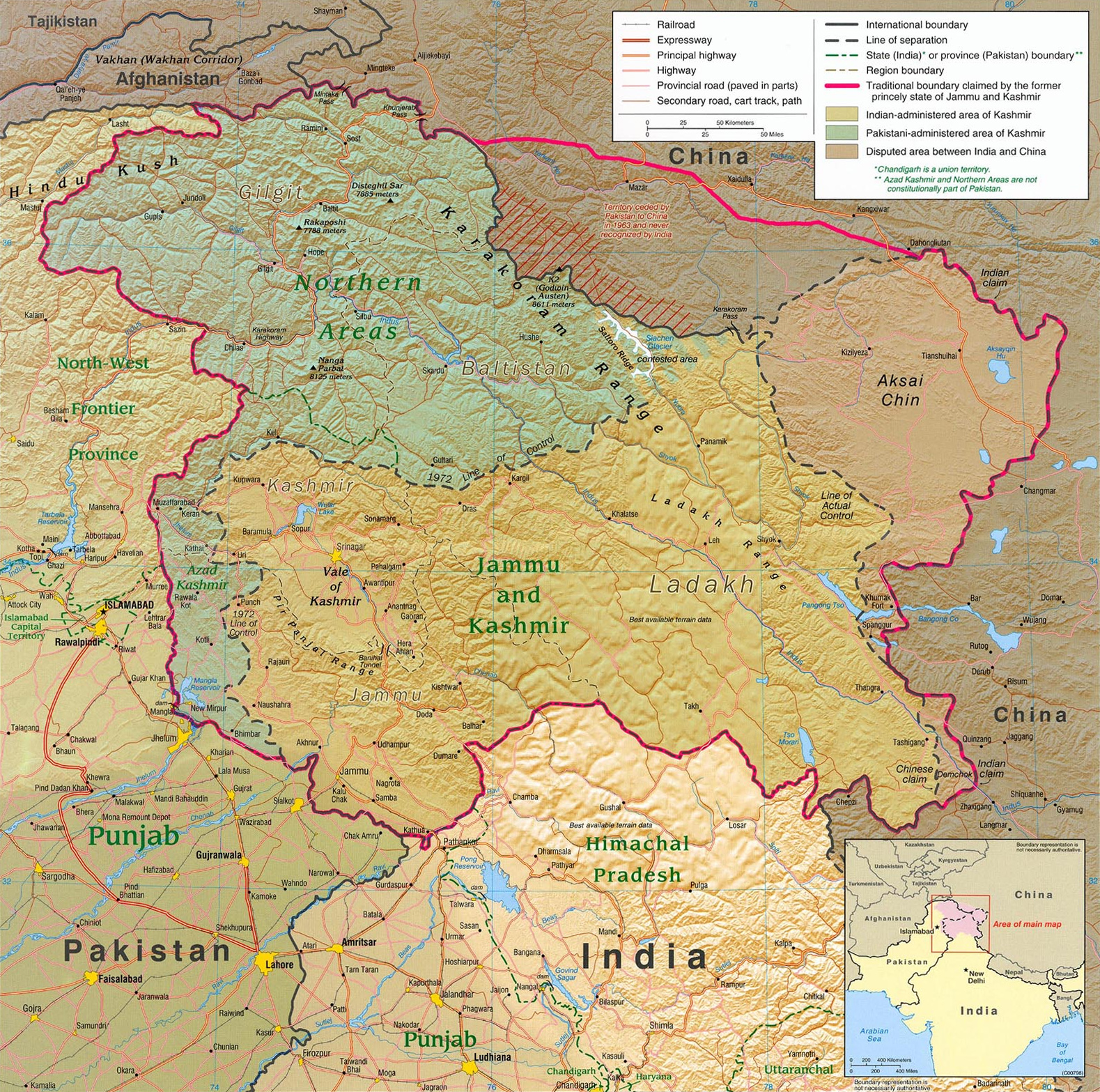
Karte von Kaschmir (2004)

Gilgit-Baltistan ist in die beiden Divisionen Gilgit im Nordwesten sowie Baltistan im Südosten gegliedert.
Die Region gehört hauptsächlich zum Karakorum, mit K2 (Godwin Austen, 8611 m), Gasherbrum-Gruppe (Hidden Peak: 8080 m, Broad Peak: 8051 m, Gasherbrum II: 8034 m), Distaghil Sar (7885 m), Masherbrum (7821 m), Rakaposhi (7788 m), der Nordwesten zum Hindukusch, höchste Gipfel sind Tirich Mir (7690 m), Istor-o-Nal (7403 m). Der Südteil ist vom Oberlauf des Indus durchflossen, und die Berge südlich davon zählt man schon zum Himalaya, mit dem Nanga Parbat (8125 m) als Hauptgipfel. Insgesamt liegen in der Region in den heutigen Grenzen also 5 der 14 Achttausender der Erde.
Das Gebiet weist die typische Vegetation der Hochgebirge auf. Die Täler sind tief eingeschnitten. Das Industal verlässt die Region bei einer Seehöhe von 1000 m, bei Jalipur, nur 20 km vom Achttausender Nanga Parbat entfernt, hat es 1400 m, beim Eintritt in die Region in der Nähe des indischen Kargil 2400 m. Weitere wichtige Täler sind das des Gilgit, eines Nebenflusses des Indus aus dem Hindukusch, und das von dessen Nebenfluss Hunza, der aus Norden vom Khunjerab-Pass (4733 m) an der Grenze zu China kommt.

## Bevölkerung und Verkehr
Die Besiedlung ist sehr dünn. Die einzige bedeutende Stadt ist Gilgit am Gilgit-Fluss. Hauptsächlich gesprochene Sprachen sind Urdu, Shina, Burushaski und Balti. Die Mehrzahl der Bewohner sind Muslime, wobei die Schiiten die Mehrheit stellen, während Pakistan insgesamt eher sunnitisch geprägt ist. Außerdem sind Ismailiten und sufistische Traditionen stark vertreten.
Durch die Nordgebiete verläuft der Karakorum Highway, der von Kaschgar über den Khunjerab-Pass, durch das Hunzatal, den unteren Gilgit, das Industal und weiter nach Havelian zwischen Islamabad und Peschawar führt.